# خسرو زورستان
خسرو (به پارسی میانه: 𐭧𐭥𐭮𐭫𐭥𐭣𐭩‎)، که بیشتر با نام خسرو زورستان شناخته می‌شود، مدعی تاج و تخت شاهنشاهی ساسانی در سال ۴۲۰ میلادی بود.

## زندگی‌نامه
خسرو فرزند بهرام چهارم، سیزدهمین شاهنشاه ساسانی بود. گروهی از اشراف پس از مرگ پسرعمویش شاپور چهارم، او را به عنوان شاهنشاه اعلام کردند. بهرام پنجم (بهرام گور)، دیگر پسرعموی خسرو، با این تصمیم اشراف مخالفت کرد و از شاه حیره تقاضای پشتیبانی نظامی کرد و او لشکری به بهرام داد. سپس بهرام به تیسپون تاخت و قول داد که همانند پدرش، یزدگرد یکم (یزدگرد بزه‌کار) پادشاهی نخواهد کرد. بر طبق شاهنامه، بهرام گور پیشنهاد کرد که جامه و تاج شاهی بین دو شیر قرار داده شود، کسی که بتواند شیرها را کشته و آنها را بردارد، شاه ایران شناخته شود. در این مسابقه که گفته می‌شود خسرو از شرکت در آن سرباز زد، بهرام گور موفق شد شیرها را کشته و تاج و جامه را بردارد و به این ترتیب شاهنشاه ایران شود. در مورد سرنوشت خسرو چیزی دانسته نیست.